# Floc (biopelícula)
Un floc o flóculo es un tipo de agregado microbial que puede ser contrastada con la de los  biofilms y gránulos, o de lo contrario ser considerada un tipo especializado de biopelícula. Los flóculos aparecen como  suspensiones nubladas de células que flotan en el agua, más que adjuntar a ellas y que crecen en una superficie como la mayoría de las biopelículas. El floc normalmente se mantiene unido por una matriz de sustancia polimérica extracelular (SPE o, en inglés, EPS), que puede contener cantidades variables de polisacáridos, proteínas, y otros biopolímeros. La formación y las propiedades de los flóculos puede afectar al rendimiento de los biorreactores de las de tratamiento de agua industrial, tales como los sistemas de lodos activados, donde los flóculos forman una  manta de lodo.
La existencia floc puede beneficiar a los microorganismos que la forman de diferentes maneras, incluyendo protección de tensión de pH, resistencia a la depredación, manipulación de microambientes, y facilitación de relaciones mutualistas en comunidades microbianas mixtas.
En general, los mecanismos por los que los agregados microbiales de floculación de agregados microbianos aguantan juntos está poco entendido. Sin embargo, los trabajos sobre la bacteria de lodo activado Zoogloea resiniphila han demostrado que las proteínas PEP-CTERM deben expresarse para que se formen flóculos; en su ausencia, el crecimiento es planctónico, aunque se produce un exopolisacárido.

Dos cepas de Zoogloea resiniphila. El tubo de la izquierda muestra las típicas formaciones de flóculos en un cultivo, por lo demás claro, de una bacteria, Zoogloea resiniphila, aislada de un reactor de tratamiento de aguas residuales de lodo activado. En el tubo de la derecha, el crecimiento planctónico por un mutante alterado por flóculos resulta en un aspecto turbio.